# Surtur Rising
Surtur Rising – ósmy studyjny album szwedzkiej grupy wykonującej melodic death metal, Amon Amarth, został wydany 29 marca 2011 roku przez wytwórnię płytową Metal Blade.

## Lista Utworów
Opracowano na podstawie materiału źródłowego.
1. "War of the Gods" – 4:33
2. "Töck's Taunt - Loke's Treachery Part II" – 5:58
3. "Destroyer of the Universe" – 3:41
4. "Slaves of Fear" – 4:25
5. "Live Without Regrets" – 5:03
6. "The Last Stand of Frej" – 5:37
7. "For Victory or Death" – 4:30
8. "Wrath of the Norsemen" – 3:44
9. "A Beast Am I" – 5:14
10. "Doom Over Dead Man" – 5:55

## Twórcy
Opracowano na podstawie materiału źródłowego
- Johan Hegg − śpiew
- Fredrik Andersson - perkusja
- Ted Lundström − gitara basowa
- Olavi Mikkonen − gitara
- Johan Söderberg − gitara